# واکیزاشی

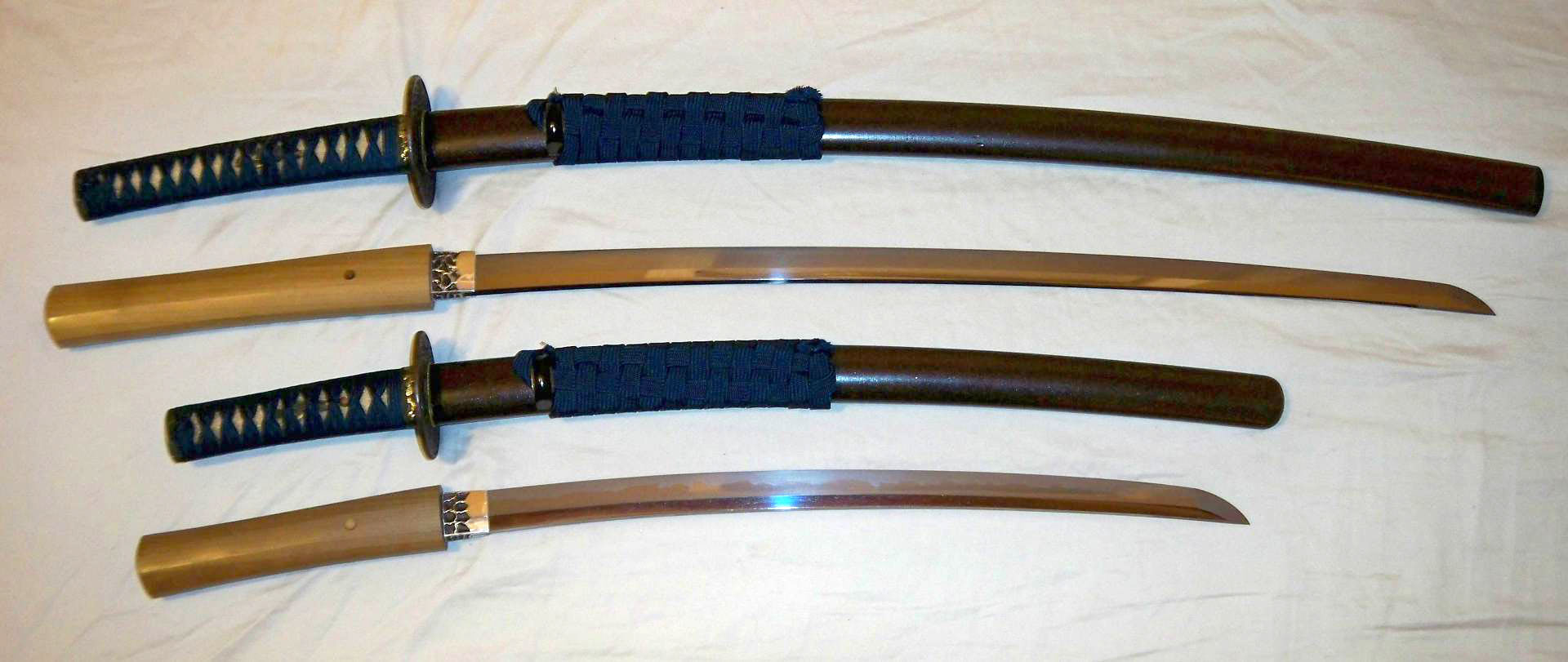
دایتو (بالا) و واکیزاشی (پایین) در قالب دایشو (جفت مشابه)، که تفاوت در اندازه آن‌ها را نشان می‌دهد.

واکیزاشی (به ژاپنی: 脇差) عنوان یک نوع شمشیر سنتی ژاپنی است که توسط سامورایی در ژاپن فئودال مورد استفاده قرار می‌گرفت. واکیزاشی شمشیری کوتاه با تیغه‌ای منحنی بود که به عنوان «سلاح شرافت» سامورایی‌ها به‌شمار می‌رفت و همیشه آن را به همراه داشتند.

## تعریف
تیغه واکیزاشی کوتاه‌تر از کاتانا است و اندازه تیغهٔ آن معمولاً ۳۰٫۳ و ۶۰٫۶ سانتی‌متر یا ۱ و ۲ شکو است. واکیزاشی که از لحاظ اندازه نزدیک به کاتانا باشد او-واکیزاشی یا کوداچی (تاچی کوتاه) نام دارد و واکیزاشی که اندازه آن نزدیک به تانتو باشد را کو-واکیزاشی می‌نامند. این شمشیر را بسیار نزدیک به روح سامورایی‌ها در نظر می‌گیرند و به عنوان شمشیر پشتیبان استفاده می‌شد. واکیزاشی همیشه همراه سامورایی‌ها بود؛ آن‌ها حتی در هنگام خواب آن را در زیر بالش خود قرار می‌دادند. زمانی که یک سامورایی وارد خانه می‌شد، از او انتظار می‌رفت سلاح و زره‌اش را خارج از محل قرار دهد، اما برای آن‌ها یک سنت بود که به منظور حفاظت، واکیزاشی را در کنار خود نگاه دارند. یکی دیگر از برجسته‌ترین استفاده‌ها از واکیزاشی در آیین خودکشی به نام سپوکو بود.